# Municipio de Durham (Carolina del Norte)
El municipio de Durham (en inglés: Durham Township) es un municipio ubicado en el  condado de Durham en el estado estadounidense de Carolina del Norte. En el año 2010 tenía una población de 106.210 habitantes.

## Geografía
El municipio de Durham se encuentra ubicado en las coordenadas 35°59′59.52″N 78°54′35.03″O / 35.9998667, -78.9097306.